# 1903-as német labdarúgó-bajnokság (első osztály)
Az 1903-as Deutsche Fußballmeisterschaft volt az 1. alkalommal megrendezett, legmagasabb szintű labdarúgó-bajnokság Németországban. A szezonban 6 klubcsapat vett részt.
A bajnokságot a VfB Leipzig csapata nyerte meg.

## Csapatok
Kvalifikált csapatok
- DFC Prag, prágai labdarúgó-bajnokság győztese
- Britannia Berlin, brandenburgi labdarúgó-bajnokság győztese
- VfB Leipzig, közép-németországi labdarúgó-bajnokság győztese
- Viktoria 96 Magdeburg, magdeburgi labdarúgó-bajnokság győztese
- FC Altona 93, hamburg-altonai labdarúgó-bajnokság győztese
- Karlsruher FV, dél-németországi labdarúgó-bajnokság győztese

## A szezon

### Negyeddöntő
| 1903. május 3. |

| FC Altona 93                      | 8–1 | Viktoria 96 Magdeburg |
| --------------------------------- | --- | --------------------- |
| Bradanovic Ploetz Herder Walter ? |     | Adam                  |

| Exerzierweide, Altona Nézőszám: 200 Játékvezető: Carl Perls |

| 1903. május 10. |

| Britannia Berlin | 1–3 | VfB Leipzig                    |
| ---------------- | --- | ------------------------------ |
| Müller 88'       |     | Stanischewski 40' 47' Riso 63' |

| Sportpark Friedenau, Berlin Játékvezető: Franz Behr |

| 1903. május 17. |

| DFC Prag | nem játszották le | Karlsruher FV |
| -------- | ----------------- | ------------- |
|          |                   |               |

| München |

A Német Labdarúgó Szövetség úgy tervezte, hogy a mérkőzést Münchenben játsszák le, de a DFC Prag csapata hivatalos panaszt nyújtott be, mivel nagyobb bevételt kapnának, ha a mérkőzést Prágában tartanák meg, de ezzel szemben a Karlsruhe tiltakozott a prágai rendezésű mérkőzés ellen. Az időkorlát miatt a mérkőzést nem tudták lejátszani, ezért mindkét csapat bejutott az elődöntőbe.

### Elődöntő
| 1903. május 17. |

| DFC Prag | — | Karlsruher FV |
| -------- | - | ------------- |
|          |   |               |

| Lipcse Nézőszám: 200 Játékvezető: Carl Perls |

A mérkőzést Lipcsében tervezték megtartani, de a Karlsruhe FV csapata állítólag táviratot kapott a Német Labdarúgó Szövetségtől, amelyben arról lettek tájékoztatva, hogy a mérkőzést elhalasztották. A klub ezért nem ment Lipcsébe és így diszkvalifikálták őket a bajnokságról. A DFC Prag mérkőzés nélkül továbbjutott.
| 1903. május 17. |

| VfB Leipzig               | 6–3 | FC Altona 93             |
| ------------------------- | --- | ------------------------ |
| Stanischewski Blüher Riso |     | Walter Herder Bradanovic |

| VfB-Platz Probstheida, Lipcse Játékvezető: Georg Demmler |

### Döntő
| 1903. május 31. 16:45 CET |

| VfB Leipzig                                                              | 7–2 | DFC Prag      |
| ------------------------------------------------------------------------ | --- | ------------- |
| W. Friedrich 31' A. Friedrich 49' Riso 54' 71' 88' Stanischewski 69' 85' |     | Meyer 22' 65' |

| Exerzierweide, Altona Nézőszám: 2 000 Játékvezető: Franz Behr (Altona) |